# Gallinago
Gallinago is een geslacht van vogels uit de familie strandlopers en snippen (Scolopacidae). Het geslacht telt 18 soorten.

## Soorten
- Gallinago andina  – Bergwatersnip
- Gallinago delicata  – Amerikaanse watersnip
- Gallinago gallinago  – Watersnip
- Gallinago hardwickii  – Japanse snip
- Gallinago imperialis  – Keizersnip
- Gallinago jamesoni  – Andessnip
- Gallinago macrodactyla  – Madagaskarsnip
- Gallinago magellanica  – Magelhaensnip
- Gallinago media  – Poelsnip
- Gallinago megala  – Siberische snip
- Gallinago nemoricola  – Bossnip
- Gallinago nigripennis  – Afrikaanse snip
- Gallinago nobilis  – Páramosnip
- Gallinago paraguaiae  – Zuid-Amerikaanse snip
- Gallinago solitaria  – Bergsnip
- Gallinago stenura  – Stekelstaartsnip
- Gallinago stricklandii  – Vuurlandsnip
- Gallinago undulata  – Reuzensnip